# M1 Garand
Az M1 Garand (hivatalos megjelölése: United States Rifle, Caliber .30, M1; később ezt leegyszerűsítették: Rifle , Caliber .30, M1; rövidített formában pedig a következőképpen alakult: US Rifle, Cal. .30, M1) volt az első öntöltő puska, melyet a gyalogságnak szántak. A Garand 1936-ban hivatalosan a forgó-tolózáras rendszerű M1903 Springfield puskát váltotta fel, mint az Amerikai Egyesült Államok haderejének szabványos szolgálati puskája. A Garandot 1957-ben az M14 öntöltő puska követte. Ennek ellenére az M1 Garandot 1963-ig továbbra is nagy számban alkalmazták, illetve 1966-ig kisebb számban is.
Az M1 puskát nagy számban alkalmazták az amerikai erők a második világháború alatt, a koreai háború alatt és kisebb számban a vietnámi háború alatt. A legtöbb M1 puskát a hadseregnek és a tengerészgyalogságnak szánták, de több ezer darabot juttattak az USA szövetségeseinek is. A Garand jelenleg is megtalálható különféle hadseregek díszgárdáinál. A fegyvert előszeretettel alkalmazzák polgári körökben is, mint vadászfegyver, céllövőfegyver, illetve a gyűjtők körében is közkedvelt. A fegyver manapság is elérhető a civilek számára az eredeti .30-06, valamint a .308 Winchester lőszerrel.

## Történet
John Cantius Garand tervezte a világon elsőként rendszerbe állított félautomata (öntöltő) puskát. A US Army – éles ellentétben a brit hadsereggel amely sokáig az ismétlőpuskát is elutasította gyávának tartott katonái miatt - mindig is elégedetlen volt a hagyományos Mauser rendszer tűzgyorsaságával (ami nem meglepő egy olyan hadseregtől, amelyik az 1860-as évek óta 7 és 11 lövetű winchesterekkel harcolt, ha hivatalosan nem is volt azokkal felszerelve), így már az 1903-ban rendszerbe állított M1903 Springfield puskához kifejlesztettek egy speciális eszközt, a Pedersen-apparátot, amit a tárba helyezve a fegyvert automatává lehetett alakítani, igaz, ekkor csak pisztolylőszert tüzelhetett.
Ez nem volt kielégítő, éles harcban nem is alkalmazták a Pedersen-eszközt. Viszont megmaradt az igény egy – a Mauser rendszerű Springfieldnél sokkal nagyobb tűzgyorsaságú – komoly hadipuskára. A BAR (Browning Automatic Rifle) ugyan már szolgált, de ezt nagy tűzereje és automata működése miatt inkább támogatófegyvernek tekintették. Így minden jelentős gyártó pályázott a nagynak ígérkező megrendelésre. Fort Benningben tartották a teszteket, és ott a Garand-konstrukció olyan nagy neveket előzött be, mint a Browning.
A fegyver gázelvételes rendszerű, akár a német Gewehr 41/43, viszont a závárzatot működtető rúd (nem gázdugattyú!) nem a cső felett helyezkedik el, mint a német fegyvernél, hanem alatta. A tár igen egyedi: a töltények egyetlen „clip”-be, vagyis tárba vannak helyezve, és ezt a tárat kell felülről a puska töltényűrébe tolni. Ez kiürüléskor egy igen jellegzetes fémes hanggal kipattan a fegyverből. Ezt a rendszert azért alkalmazták a máshol használt, alulról behelyezhető tár helyett (Gewehr 43; Tokarev SZVT-40), mert ők nem gyávának tartották katonáikat, mint az angolok, hanem hanyagnak. A hadsereg vezetése attól tartott, hogy a katonák az alulról behelyezhető tárat csak elveszítenék, ezt pedig csak a felülről benyomható tárral látták elkerülhetőnek.
Garand eredetileg .276-os Pedersen lőszerhez tervezte ezt a tárat, ebből 10 db fért volna a puskába. A hadsereg azonban a 30-06-os kalibert választotta, ez pedig a nagyobb űrméret miatt helyigényesebb lőszer volt. Így lett az M1 Garand puska 8 lövetű. Létezett mesterlövész változata is, valamint egy csőtoldattal alkalmassá lehetett tenni puskagránát kilövésére. Bajonettel is fel lehetett szerelni. Igen széles körben elterjedt a fegyver, a háború után is használták, még a vietnámi háborúban is feltűnt. (Érdekes, hogy a britek elutasították a puskát, és inkább a Lee-Enfieldnél maradtak, a szokásos okból: nehogy a „gyáva” katonák hamar elpazarolják a lőszert… Ezzel szemben a háború után mind a Bundeswehr, mind az olasz és japán haderők Garanddal lettek felszerelve). Elegáns külseje miatt számos díszelgő alakulat is ezt a fegyvert választotta, sőt, a görög hadsereg a 90-es évek végéig kiképzési célokra M1 Garandot használt. Természetes ezek után, hogy a görögök elnöki díszgárdája, az Evzones a mai napig is Garanddal látja el a feladatait…
Az M1 Garand sportfegyverként is nagyszerűen bevált: többféle kaliberben is elérhető, akár a világháborús időkből származó hadifeleslegből, akár utángyártásokból és másolatokból is beszerezhető.